# Aragóniai Jolán nieblai grófné
Aragóniai Jolán (Szicília – 1428), katalánul: Violant d’Aragó, spanyolul: Violante de Aragón, olaszul: Jolanda d’Aragona, Niebla grófnéja, I. Ifjú Márton szicíliai király természetes lánya, valamint Aragóniai Péter szicíliai királyi herceg, Aragóniai Márton szicíliai királyi herceg és Aragóniai Frigyes lunai gróf féltestvére. A Barcelonai-ház aragón királyi ágának a törvényesített tagja. Eugénia francia császárné (1826–1920) Aragóniai Jolán 13. (generációs) leszármazottja.

## Élete
Ifjú Márton szicíliai királynak Agatuccia Pesce cataniai úrnővel folytatott házasságon kívüli viszonyából származó lánya. Ifjú Mártonnak 1402-ben a Blanka navarrai infánsnővel kötött házasságával meg kellett oldani a házasságon kívül született gyermekeinek a sorsát is, amelynek elrendezését édesanyja vállalta magára.
Nagy valószínűséggel a cataniai Ursino-vár egyik gyönyörű termében szórakozott mindig Ifjú Márton számos szép és fiatal cataniai szeretőjével. Egyiküknek, Agatuccia Pesce úrnőnek, akivel a királynak a szerelmes találkozásairól maga Blanka is nyilvánvalóan tudott, biztosított 12 arany fizetséget, ahogy a megcsalt feleség, Blanka királyné fogalmazott: "a hallatlan Jolán úrnőnek, a fenséges szicíliai király, a mi tiszteletre méltó férjünk természetes lányának" a támogatására, akinek Agatuccia úrnő volt az anyja.
A kényes feladatot Ifjú Márton egy barcelonai kereskedőre és királyi tanácsosra, Francesc de Cassassajára bízta. 1403. szeptember 21-én írt neki, és megbízta azzal, hogy vigye őket Aragóniába, és helyezze őket az édesanyja, Luna Mária aragóniai királyné felügyelete alá. A két kis királyi sarj, Jolán és öccse, Frigyes, akinek Tarsia Rizzari volt az anyja ettől fogva a nagyanyjuk gondjaira lett bízva, és az aragóniai udvarban nevelkedtek. Ifjú Martin király lépéseket is tett a törvényesítésük érdekében.
Ifjú Márton király 1405-ben hazalátogatott szülőföldjére, Aragóniába. Édesanyját, Mária királynét már 13 éve nem látta, míg apjával Idős Márton királlyal is nyolc éve találkozott utoljára. A látogatás nem volt hosszú, de szüleit, szülőföldjét és gyerekeit is ekkor látta utoljára.
Idős Márton, a nagyapa 1409. április 14-én törvényesíttette az unokáit, Ifjú Márton, az apa pedig kinevezte fiát Luna grófjává és Segorb urává, és azt szerette volna, ha a szicíliai trónt örökölné, ha nem születne törvényes fia, miután a Blankával kötött házasságából származó egyetlen fia is meghalt 1407 augusztusában, és több törvényes gyermeke nem született.
Ifjú Márton váratlan halála 1409. július 25-én mély válságot idézett elő az aragóniai uralkodóházban, melyet apja és utóda a szicíliai trónon, Idős Márton király már nem tudott megoldani. A házasságon kívül született fiát, Frigyest bár törvényesítették, nem  sikerült utódául jelölnie sem neki, sem apjának, így idős Márton is úgy halt meg a következő évben, 1410-ben hogy az utódlás kérdését nyitva és megoldatlanul hagyta.
Ezután öt trónkövetelő jelentkezett az aragón trónra, köztük az unokája is, de Idős Márton törvényesített unokáját egyik meghatározó szerepű özvegy királyné: sem Idős Márton özvegye, Prades Margit, sem Ifjú Márton özvegye, Navarrai Blanka szicíliai királyné sem támogatta, mint ahogy a másik özvegy aragón királyné, Bar Jolán unokáját, III. Lajost, Anjou hercegét sem, ezért végül két jelölt maradt csak állva az aragón trónöröködési harcban: egyrészről az aragón királyi ház feje, II. Jakab urgelli gróf, Aragónia főkormányzója, aki szintén magának követelte a trónt, Idősebb Márton király halála után megakadályozta Frigyest a trón elfoglalásában. Frigyes törvénytelen származása ellenére a hátránya az volt, hogy még kiskorú volt. Urgelli Jakab Idős Márton király sógora is volt egyben, aki hamar kiejtette az öt jelölt közül a még esélyest, a Barcelonai-ház másik jelöltjét, Alfonz gandiai herceget. Másik esélyes trónjelölt Ferdinánd kasztíliai infáns, Kasztília régense, és az elhunyt király unokaöccse volt.  Végül kétéves ádáz küzdelem után a Caspei Megegyezés értelmében Idős Márton spanyol unokaöccse, a kasztíliai régens, Ferdinánd infáns foglalta el az aragón trónt, és ezzel véget ért a katalán eredetű Barcelonai-ház uralma Aragóniában, és a katalánokkal szemben a spanyolok kerültek túlsúlyba Aragónia kormányzásában, amely előrevetítette a két királyság perszonálunióját, majd teljes egyesülését.
Jolán és Frigyes a kasztíliai királyi család trónra kerülése után is maradhatott Aragóniában, és az aragón udvarba is bejáratosak voltak. Kasztíliai Mária aragón királyné a királyi árvákat a gondjaiba vette, és Jolán házasságaiban is aktív szerepet vállalt. Jolán első férje Guzmán Henrik (1371–1436), Niebla grófja, Sanlúcar de Barrameda ura volt, aki II. Henrik kasztíliai király unokájaként a király egy házasságon kívül született lányától, Kasztíliai Beatrixtól származott. Henrik nieblai grófnak ez a második házassága volt, de gyermekei csak az első és a harmadik házasságából származtak. Ez a házasság gyermektelen maradt, miután férje eltaszította magától Jolánt, majd pedig feleségül vette a szeretőjét. Mária aragón királyné hozta tető alá Jolán második házasságát is a szintén a Guzmán családból származó Mártonnal, aki Orgaz urainak ágából származott. Második férje Alvár Pérez de Guzmánnak, Orgaz 6. urának volt a legkisebb fia. A házasságukból három leány született, akik után folytatódott genetikailag a Barcelonai-ház királyi vonala, viszont ők nem vitték tovább az Aragón Korona országainak és Szicíliának a királyi címeit. Utódai között szerepel Eugénia francia császárné (1826–1920), aki Aragóniai Jolán 13. (generációs) leszármazottja.

## Gyermekei
- 1. férjétől, Enrique de Guzmántól (1371. február 20. – 1436. október 31.), Niebla grófjától, Sanlúcar de Barrameda urától, II. Henrik kasztíliai királynak, egy házasságon kívül született lánya, Kasztíliai Beatrix révén született unokájától, elváltak, gyermekei nem születtek
- 2. férjétől, Martín Fernández de Guzmán (1400 körül–?) úrtól, Alvár Pérez de Guzmánnak, Orgaz 6. urának a fiától, 3 leány:
  - Katalin (Catalina de Aragón y Guzmán) (1425 körül–?), la Torre de Hortaleza úrnője, férje Juan del Castillo Portocarrero (1425 körül–?), Santa María del Campo és Santiago de la Torre ura, 2 gyermek:
    - Bernardino del Castillo Portocarrero, Santa María del Campo és Santiago de la Torre ura (voltak utódai)
    - Luisa de Aragón y del Castillo (1450 körül–?), férje Juan Ramírez de Guzmán y Mendoza, Castañar ura, 1 leány:
      - Catalina de Aragón y Guzmán, férje Francisco de Guzmán, 1 fiú:
        - Lope de Guzmán y Aragón, felesége Leonor Enríquez de Guzmán, 2 leány, többek között:
          - María de Guzmán y Aragón, férje Alonso de Luzón, 2 leány, többek között:
            - María de Aragón, Castañeda 2. őrgrófnője, férje Sancho de Monroy, 1 leány:
              - María Leonor de Monroy, Castañeda 3. őrgrófnője, férje José Funes de Villalpando, Osera őrgrófja, 1 leány:
                - María Regalada de Villalpando, Osera 4. őrgrófnője, 1. férje Diego Gómez de Sandoval de la Cerda (1631 körül–1668), Lerma 5. hercege, gyermekei nem születtek, 2. férje Cristóbal Portocarrero de Guzmán Enríquez de Luna, Montijo 4. grófja, 2 fiú, többek között:
                  - (2. házasságából): Cristóbal Portocarrero, Montijo 5. grófja, felesége María Dominga Fernández de Córdoba, Teba 12. grófnője, 1 fiú:
                    - Cristóbal Portocarrero (1728–1757), Montijo 6. grófja, felesége María Josefa López de Zúñiga (1733–?), 1 leány:
                      - Mária Francisca Portocarrero (1754–1808), Montijo 7. grófnője, férje Felipe Antonio de Palafox (1739–1790), 7 gyermek, többek között:
                        - Cipriano de Palafox (1784–1839), Montijo grófja, felesége María Manuela Kirkpatrick (1794–1879), 2 leány, többek között:
                          - Eugénia francia császárné (1826–1920)

  - Ágnes (Inés de Aragón y Guzmán), férje N. Suarez de Vargas
  - Marina (Marina de Aragón de Guzmán), férje Pedro de Vargas, voltak utódai